# Polyalthia trochilia
Polyalthia trochilia este o specie de plante din genul Polyalthia, familia Annonaceae, descrisă de Ian Mark Turner. Conform Catalogue of Life specia Polyalthia trochilia nu are subspecii cunoscute.